# 蕭鋭
蕭 鋭（しょう えい、元徽4年（476年）- 延興元年9月24日（494年11月7日））は、南朝斉の皇族。南平王。字は宣毅。高帝蕭道成の十五男。

## 経歴
蕭道成と李美人のあいだの子として生まれた。永明元年（483年）1月、南平王に封じられた。永明7年（489年）、散騎常侍となった。まもなく驍騎将軍を兼ねた。永明8年（490年）、左民尚書となった。謹直に勤めあげて、武帝の賞賛を受けた。永明10年（492年）、持節・都督湘州諸軍事・南中郎将・湘州刺史として出向した。永明11年（493年）、鬱林王蕭昭業が即位すると、蕭鋭は前将軍に進んだ。延興元年（494年）、宣城公蕭鸞が裴叔業を派遣して尋陽を平定し、湘州に進軍させようとした。蕭鋭の防閤の周伯玉は裴叔業の進軍をはばむよう蕭鋭に勧めたが、湘州の州府の力は弱かったため、蕭鋭は抵抗をあきらめて動かず、殺害された。享年19。

## 伝記資料
- 『南斉書』巻35 列伝第16
- 『南史』巻43 列伝第33